# Strażnica KOP „Hołny Wolmera”

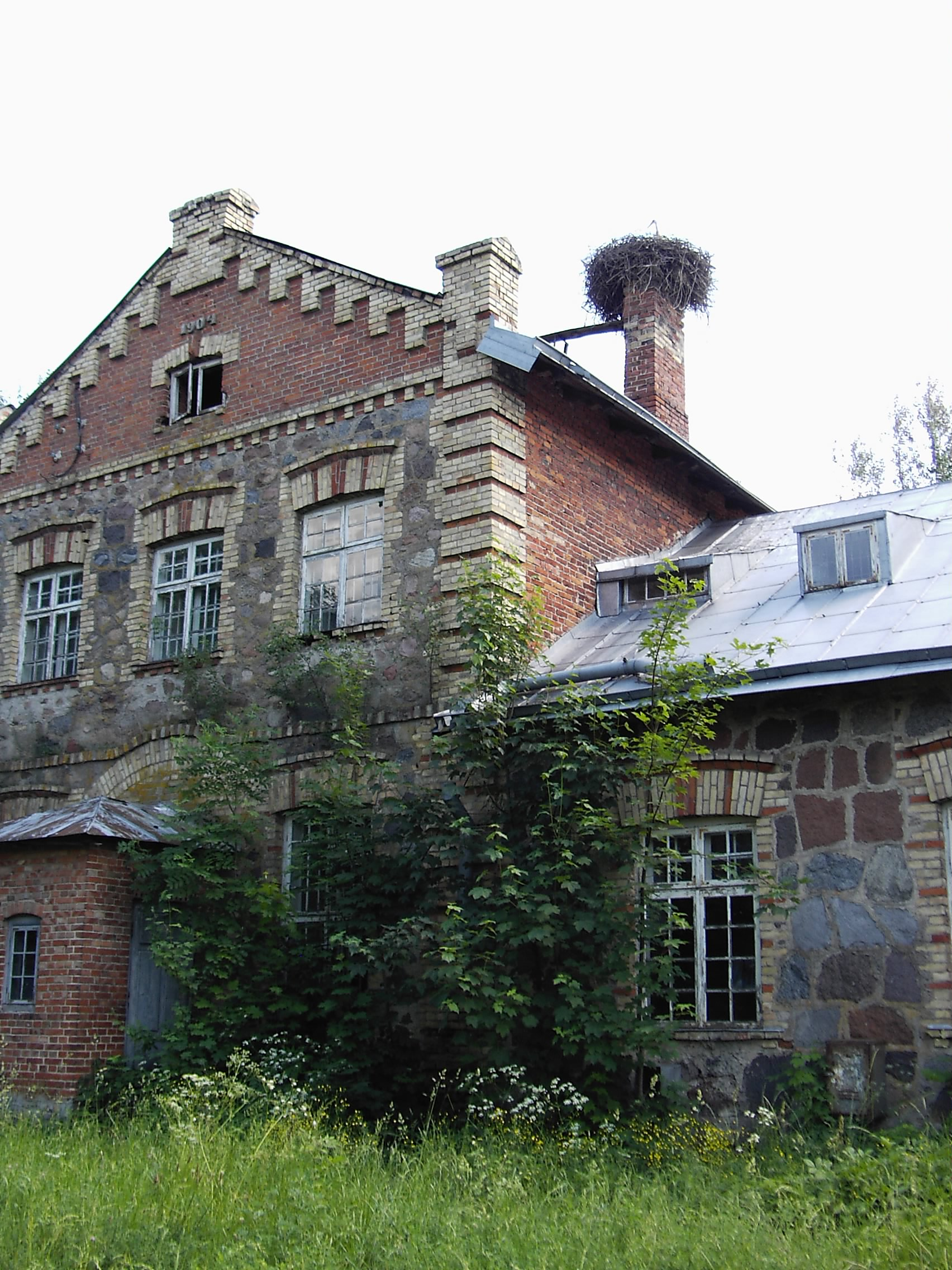
Koszary KOP; stan w 2011

Strażnica KOP „Hołny Wolmera” – zasadnicza jednostka organizacyjna Korpusu Ochrony Pogranicza pełniąca służbę ochronną na granicy polsko-litewskiej.

## Formowanie i zmiany organizacyjne
W lutym 1926, w składzie 6 Brygady Ochrony Pogranicza, został sformowany 24 batalion graniczny. W 1928 w skład batalionu wchodziło 12 strażnic. W latach 1928–1939 strażnica znajdowała się w strukturze 2 kompanii KOP „Hołny Wolmera”. W 1932 obsada strażnicy zakwaterowana była w budynku KOP. Strażnica liczyła około 18 żołnierzy i rozmieszczona była przy linii granicznej z zadaniem bezpośredniej ochrony granicy państwowej.

## Służba graniczna
Podstawową jednostką taktyczną Korpusu Ochrony Pogranicza przeznaczoną do pełnienia służby ochronnej był batalion graniczny. Odcinek batalionu dzielił się na pododcinki kompanii, a te z kolei na pododcinki strażnic, które były „zasadniczymi jednostkami pełniącymi służbę ochronną”, w sile półplutonu. Służba ochronna pełniona była systemem zmiennym, polegającym na stałym patrolowaniu strefy nadgranicznej, wystawianiu posterunków alarmowych, obserwacyjnych i kontrolnych stałych, patrolowaniu i organizowaniu zasadzek w miejscach rozpoznanych jako niebezpieczne, kontrolowaniu dokumentów i zatrzymywaniu osób podejrzanych, a także utrzymywaniu ścisłej łączności między oddziałami i władzami administracyjnymi. Strażnice KOP stanowiły pierwszy rzut ugrupowania kordonowego Korpusu Ochrony Pogranicza.
Strażnica KOP „Hołny Wolmera” w 1932 ochraniała pododcinek granicy państwowej szerokości 8 kilometrów 500 metrów od słupa granicznego nr 161 do 177, a w 1938 pododcinek szerokości 8 kilometrów 598 metrów od słupa granicznego nr 160 do 176.
Sąsiednie strażnice
- strażnica KOP „Hołny Majera” ⇔ strażnica KOP „Adelin” – 1928[8]
- strażnica KOP „Hołny Majera” ⇔ strażnica KOP „Budwieć” – 1929[9], 1932[4], 1934[10] i 1938[7]